# Het Bossche Broek

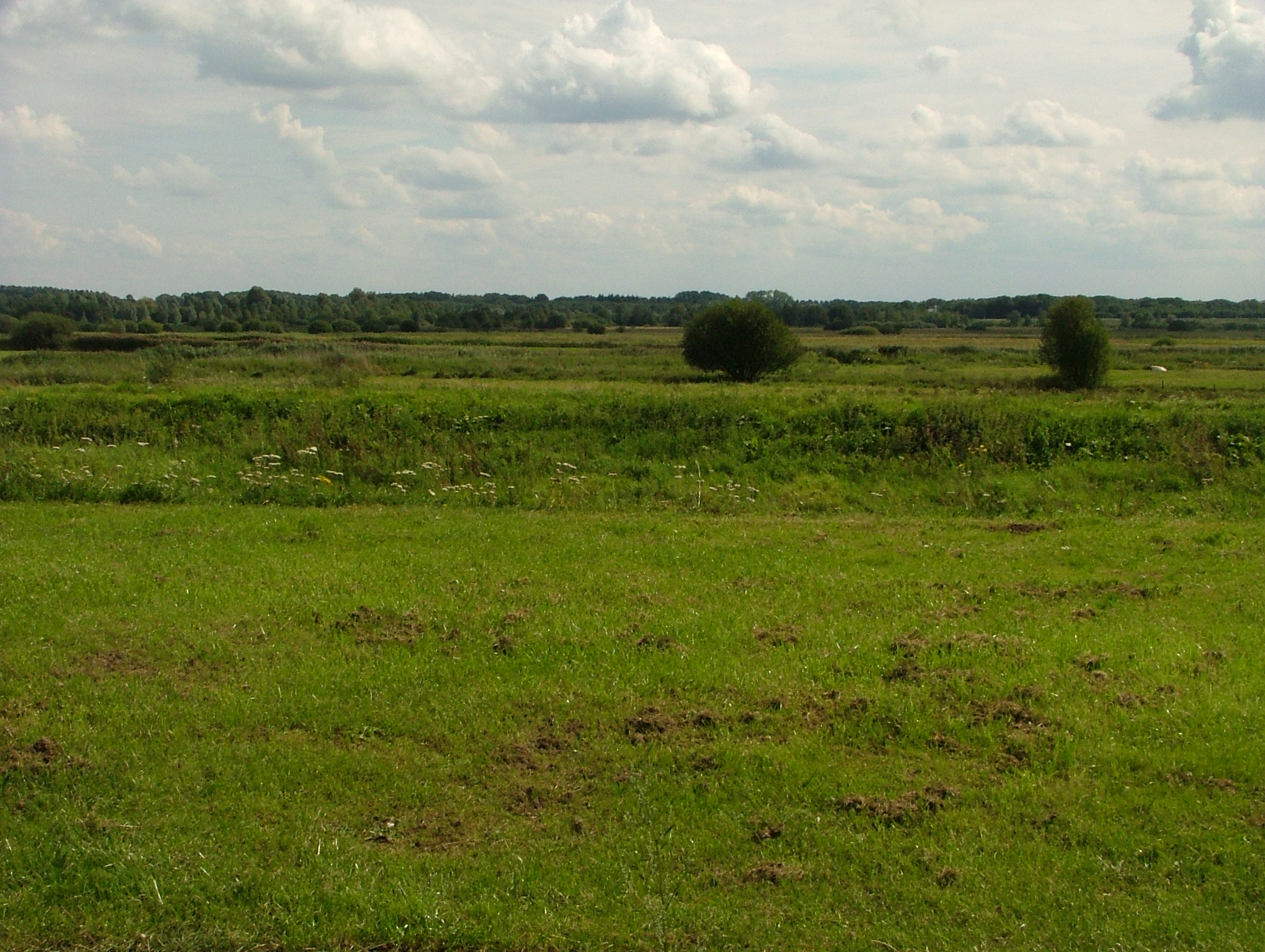
Zicht op Het Bossche Broek vanaf Bastion Vught

Het Bossche Broek is een natuurgebied van 202 ha ten zuidoosten van 's-Hertogenbosch in het dal van de Dommel, in de Nederlandse provincie Noord-Brabant. Bijzonder is dat het
natuurgebied dicht bij het centrum van de stad ligt.

## Geschiedenis
Tot 1629 was het Bossche Broek een moeras, dat in tijden van oorlog een natuurlijke verdediging vormde voor de stad 's-Hertogenbosch. Hierdoor slaagden verschillende belegeraars er niet in om de stad in te nemen en verkreeg de stad de bijnaam "de onoverwinnelijke moerasdraak". In opdracht van prins Frederik Hendrik van Oranje werd het moeras voor het beleg van 1629 met behulp van dijkenstelsels en rosmolens leeggepompt zodat de Staatse soldaten de Bossche zuidwal konden bestormen en de stad innemen.
In de jaren 40 van de twintigste eeuw was de gemeente van plan om het gebied te bebouwen. Na de Tweede Wereldoorlog was er een plan om hier een nieuwe stadsschouwburg te bouwen. Het bestaande theater was namelijk in de oorlog flink beschadigd en restauratie was net zo moeilijk en kostbaar als nieuwbouw.
Natuurbeschermers, verenigd in de Contact-Commissie voor Natuur- en Landschapsbescherming, in het bijzonder Roel J. Benthem ijverden echter voor het behoud van dit gebied.
In 1954 heeft het gemeentebestuur, mede op aandringen van het gemeentebestuur van Vught, besloten om het gebied te laten zoals het was.

## Flora en Fauna
Het Bossche Broek wordt vooral gekenmerkt door vochtige, matig voedselrijke graslanden, deels in gebruik als weiland, deels in gebruik als hooiland. Daarnaast zijn er veel sloten en is er een klein wiel.
De plantensoorten zijn typisch voor dit milieu, zoals de echte koekoeksbloem, grote ratelaar, kale jonker en watergentiaan. De avifauna is ook kenmerkend voor dit soort drassige milieus met naast weide- ook moeras- en watervogels. In het gebied komen onder meer voor kievit, grutto en watersnip, naast rietgors, sprinkhaanrietzanger en nonnetje. Bijzonder soorten zijn verder het pimpernelblauwtje en de grote modderkruiper.

## Beheer
Nadat in 1995 de dijk van de Dommel was doorgebroken stroomde er een grote hoeveelheid water Het Bossche Broek in. Om dit in de toekomst te voorkomen is besloten om van het gebied een overloopgebied te maken. In 2006 was het gebied heringericht met onder meer verhoogde en versterkte dijken en een zogenaamd 'inlaatwerk' waarmee water gecontroleerd in het gebied kan stromen indien dat nodig is.
Het gebied is beschermd als Natura 2000 gebied. Een deel van het beheer is op verschraling gericht. Daarnaast zijn in 2015 verschillende projecten gestart in het kader van natuurherstel. Dat betekent onder meer dat sloten verdiept en verbreed worden en dat het waterpeil wordt verhoogd. Dit moet onder meer het pimpernelblauwtje en de grote modderkruiper ten goede komen.